# Långvingad kärrhök
Långvingad kärrhök (Circus buffoni) är en fågel i familjen hökar inom ordningen hökfåglar.

## Utseende
Långvingad kärrhök gör skäl för sitt namn med sina ovanligt långa vingar, och även stjärten är lång. Liksom andra kärrhökar glider den med vingarna lyfta i ett V. Hanen är vit buk och mörkgrått på rygg, huvud och strupe. De större honorna har i stället brunt på rygg och huvud. En sällsynt mörk form förekommer även, med helmörkt på kropp och vingundersidor. Ungfågeln liknar honan men är kraftigt streckad på bröstet.

## Utbredning
Fågeln förekommer i gräsmarker i norra Sydamerika (Colombia och Venezuela, längs med kusten i Franska Guyana, Guyana och Surinam) och på Trinidad och Tobago, samt gräsmarker i Brasilien, inklusive det brasilianska höglandet, Bolivia, Paraguay, Uruguay, delar av nordöstra Argentina och i ett område kring Valparaíso i Chile.

## Systematik
Genetiska studier visar vidare att kärrhökarna är inbäddade i höksläktet Accipiter så som det är traditionellt är konstituerat. De står faktiskt närmare duvhöken genetiskt än vad den senare står nära sparvhöken. Det medför att antingen bör de distinkta kärrhökarna inkluderas i Accipiter eller så bör Accipiter delas upp i flera mindre släkten. Inga internationella taxonomiska auktoriteter har dock ännu implementerat resultaten från studierna i deras taxonomier. Långvingad kärrhök behandlas som monotypisk, det vill säga att den inte delas in i några underarter.

## Status och hot
Arten har ett stort utbredningsområde och en stor population, men tros minska i antal, dock inte tillräckligt kraftigt för att den ska betraktas som hotad. IUCN kategoriserar därför arten som livskraftig (LC).

## Namn
Fågelns vetenskapliga artnamn hedrar den franska naturforskaren George-Louis Leclerc Comte de Buffon (1707-1788).

## Bildgalleri

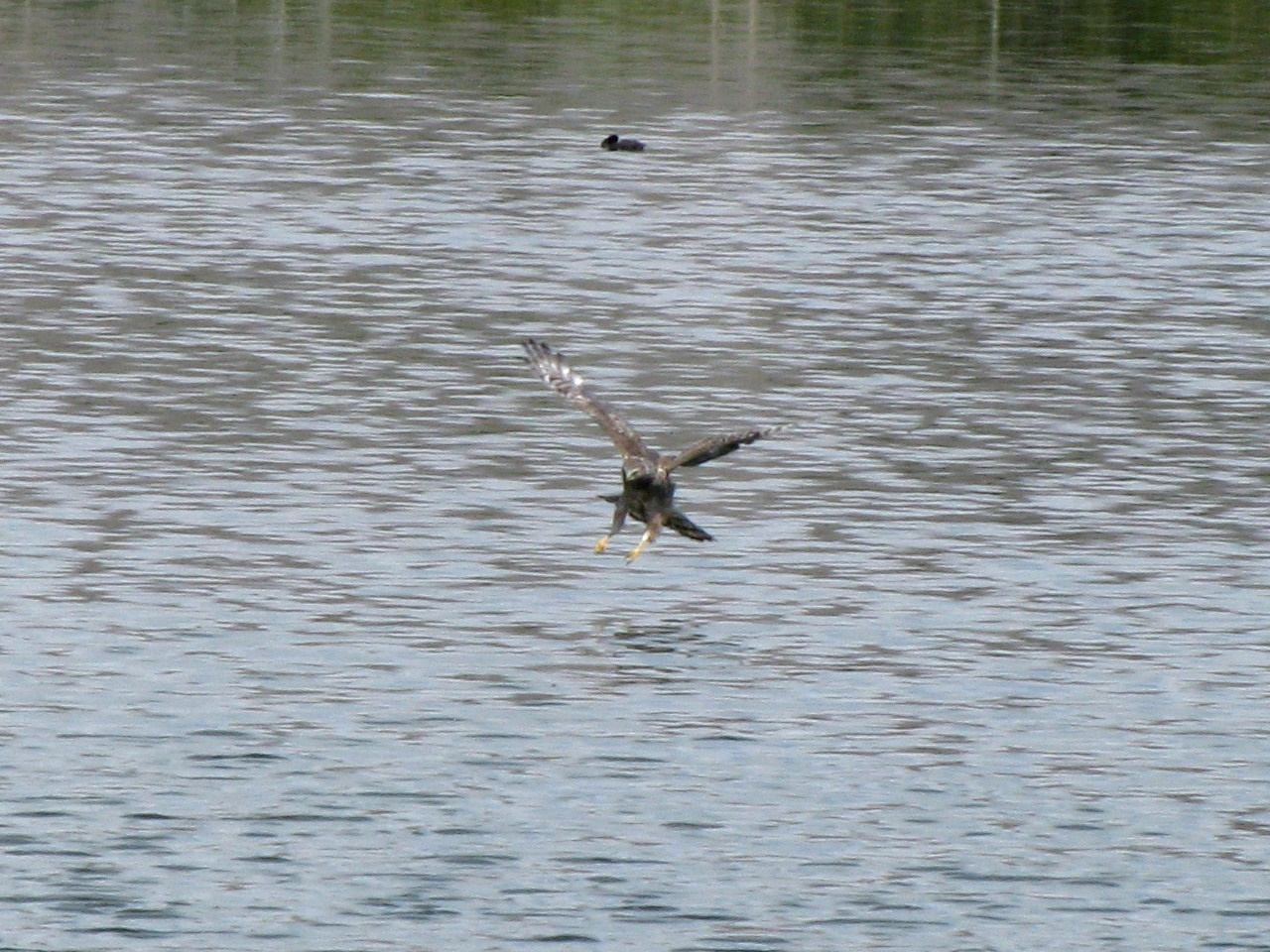
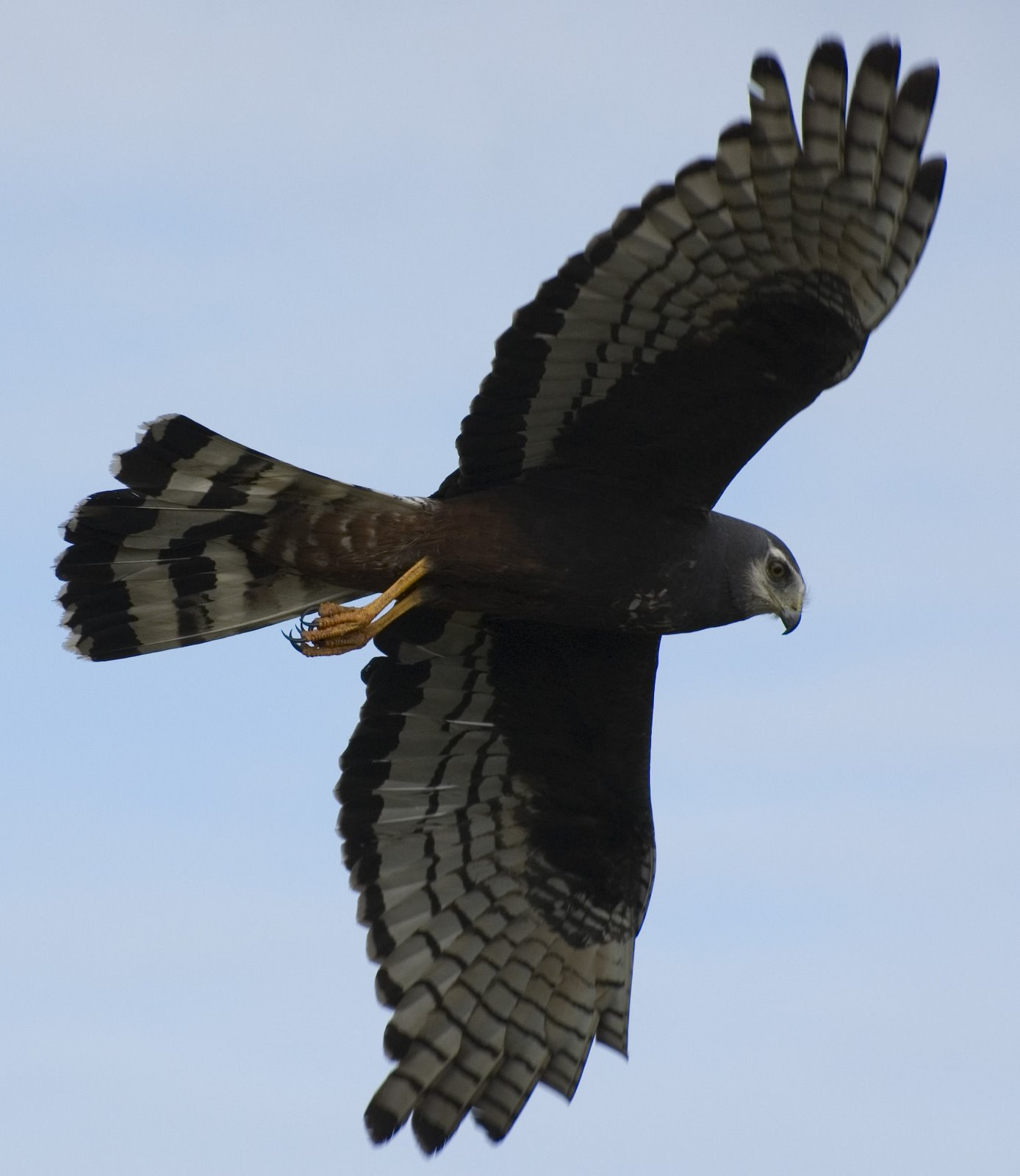
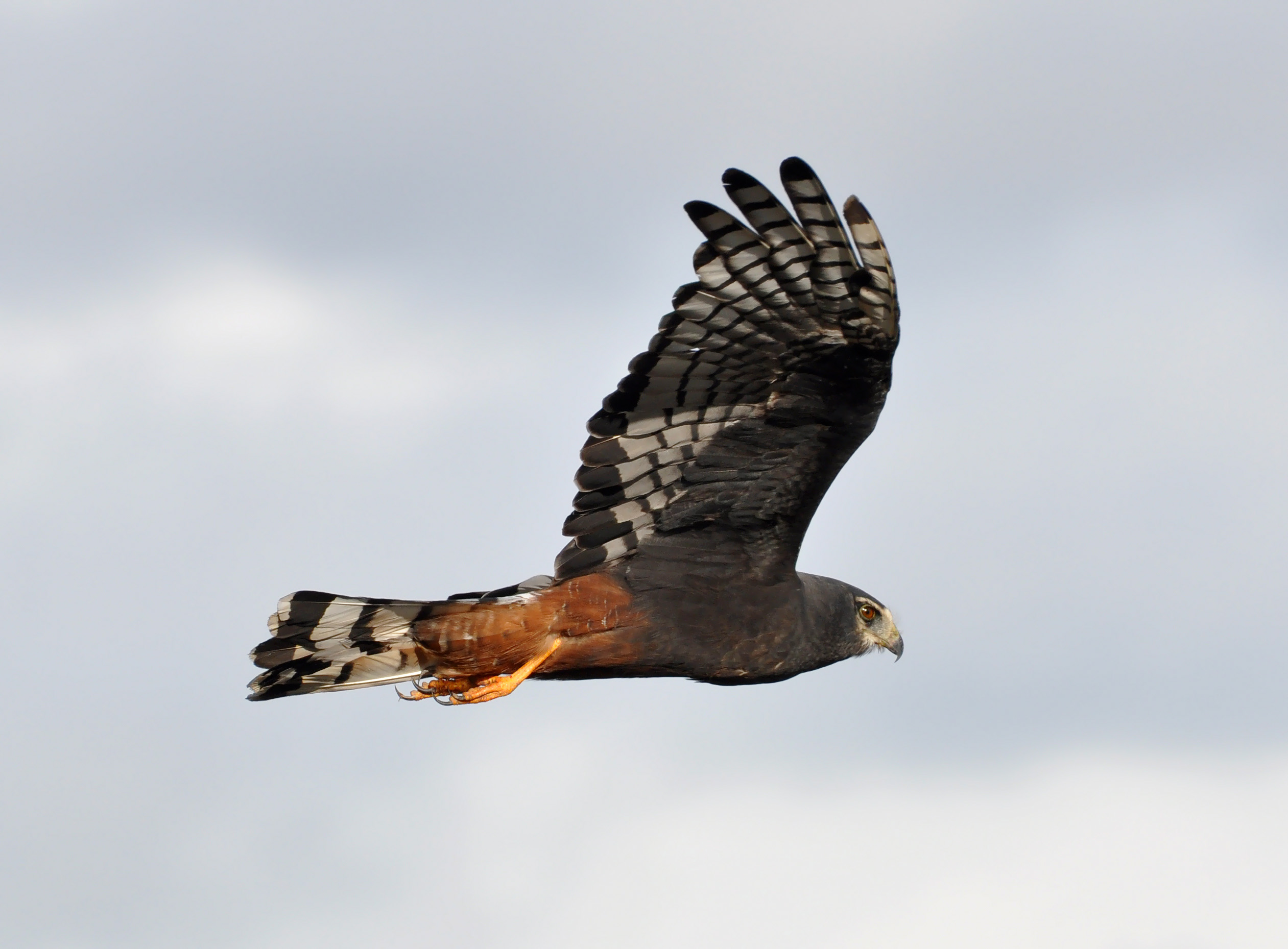
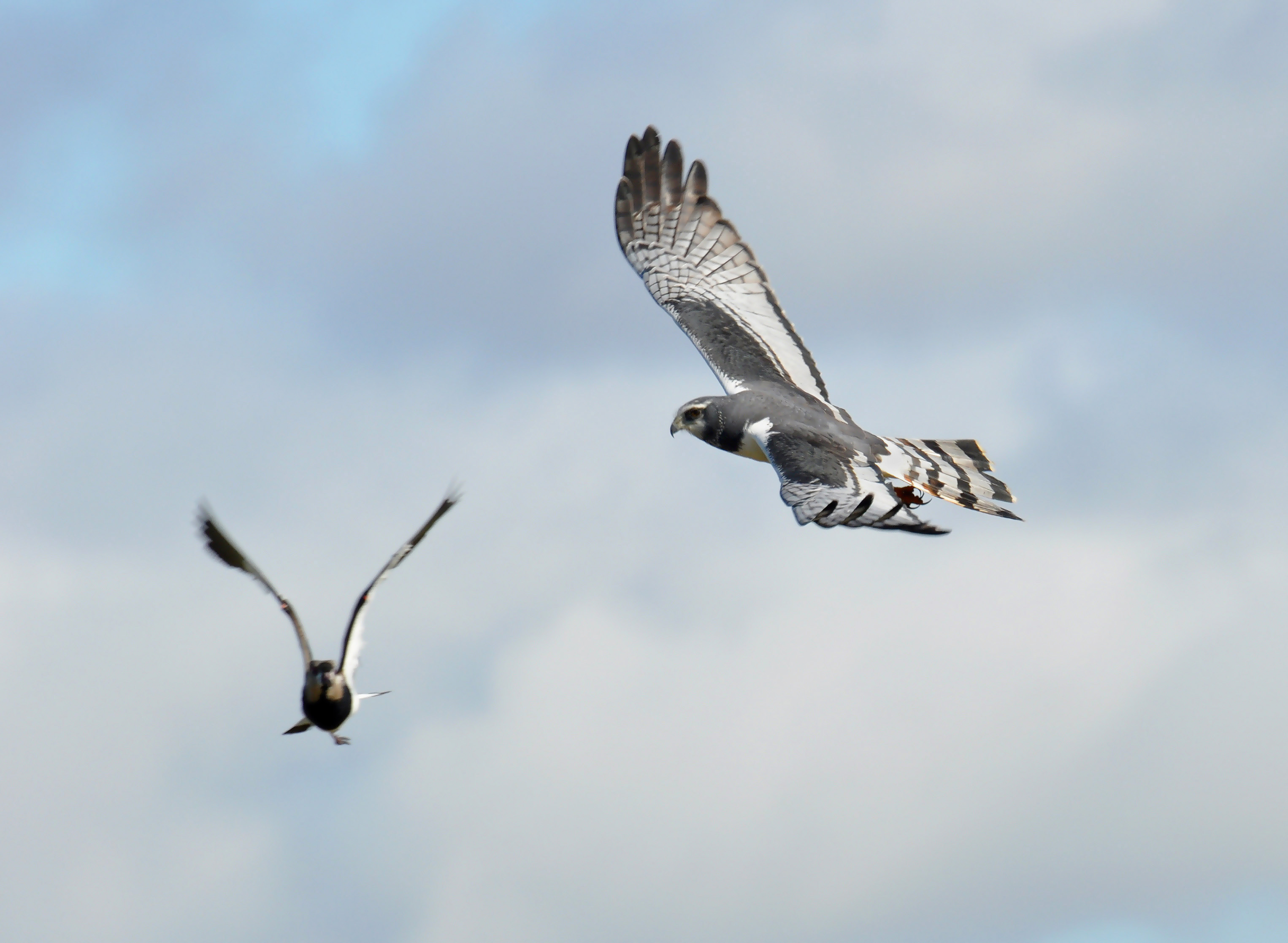
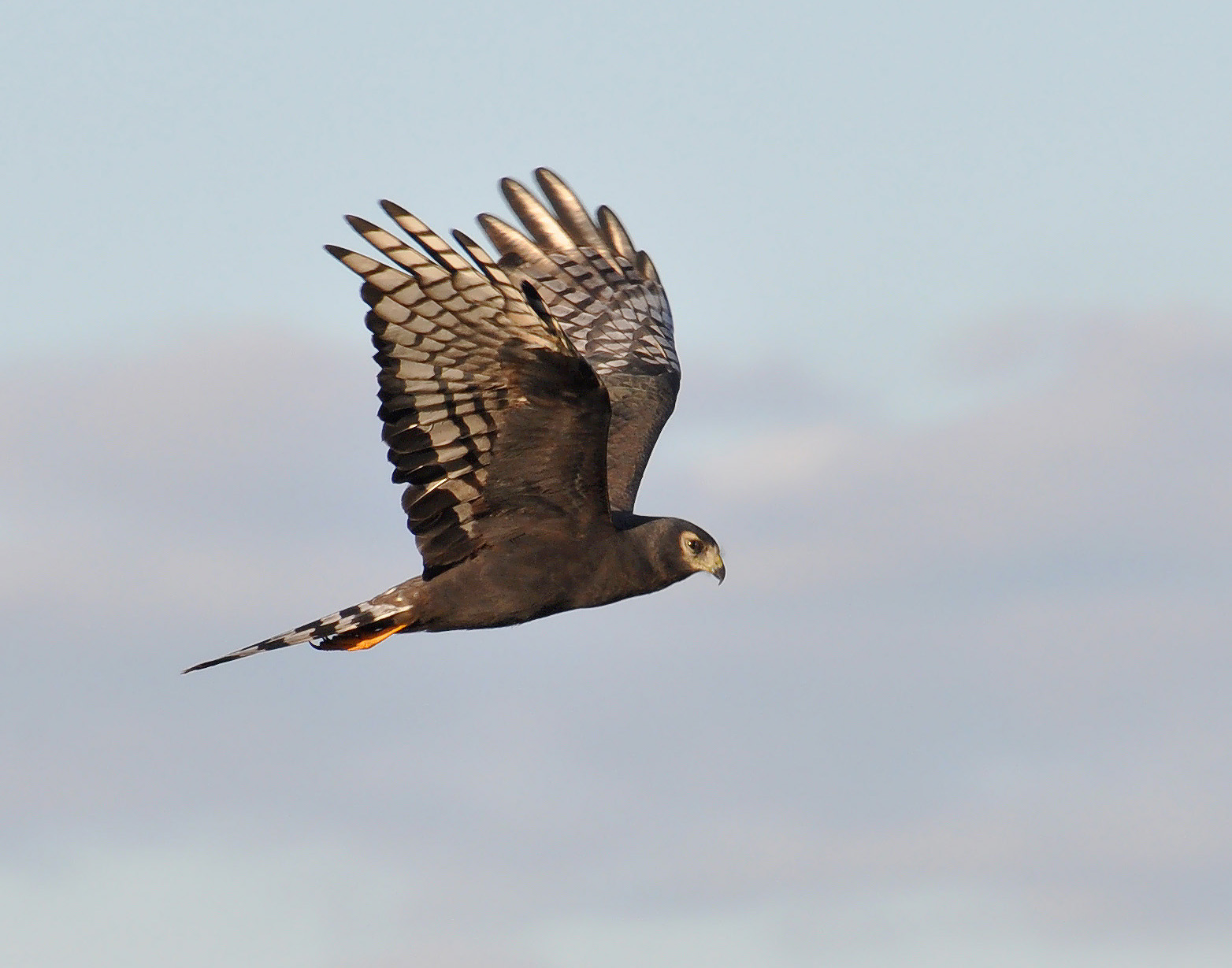
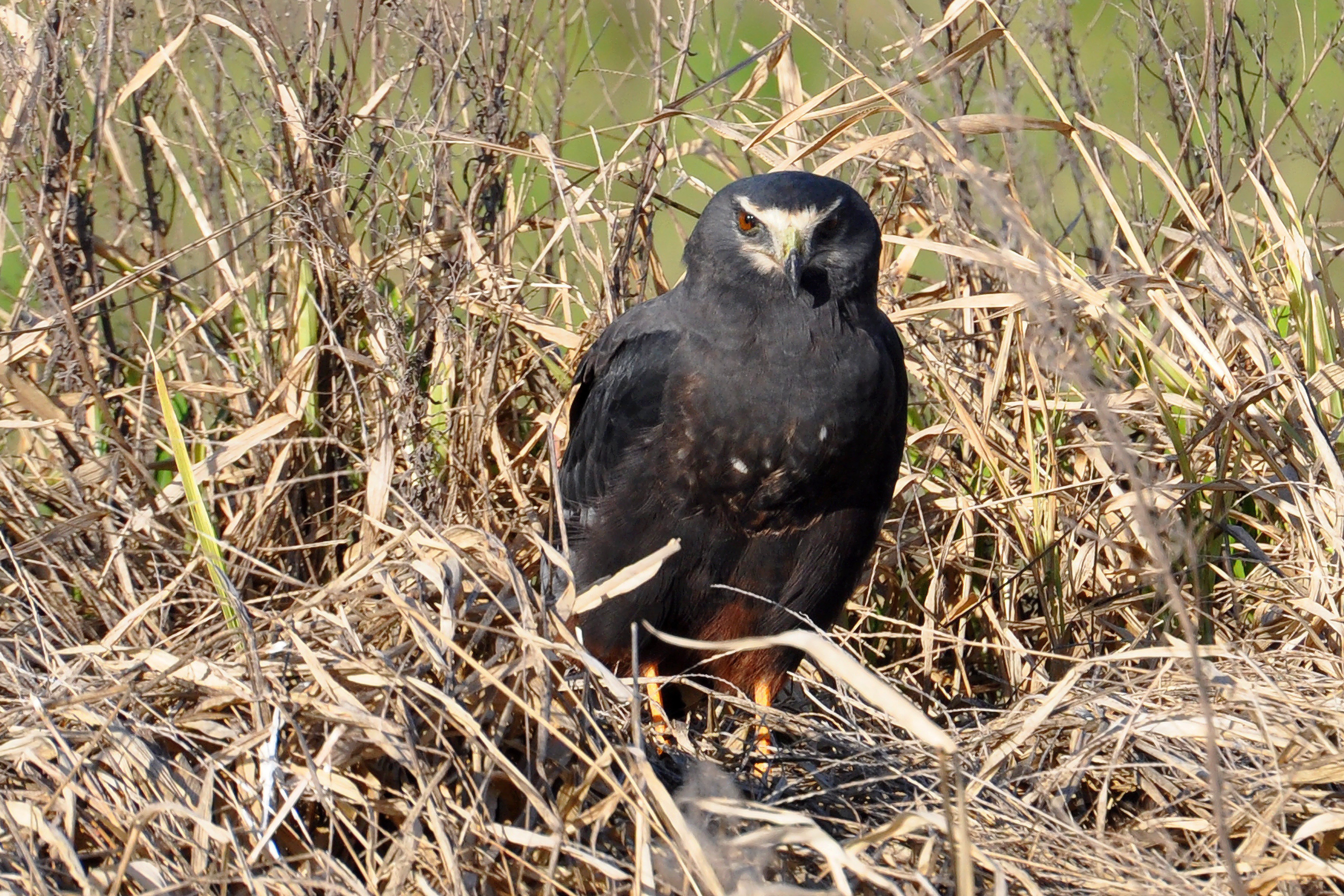
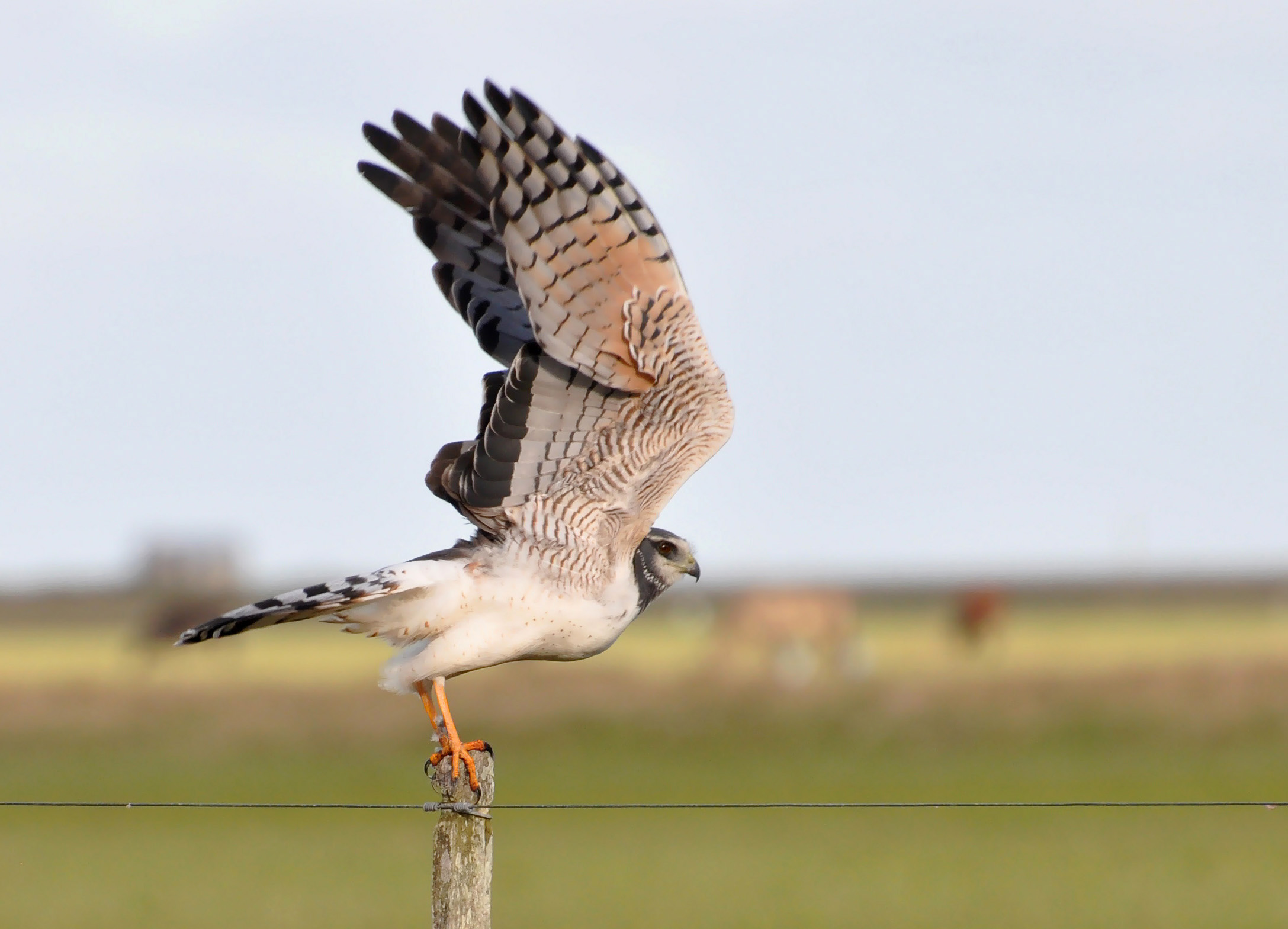
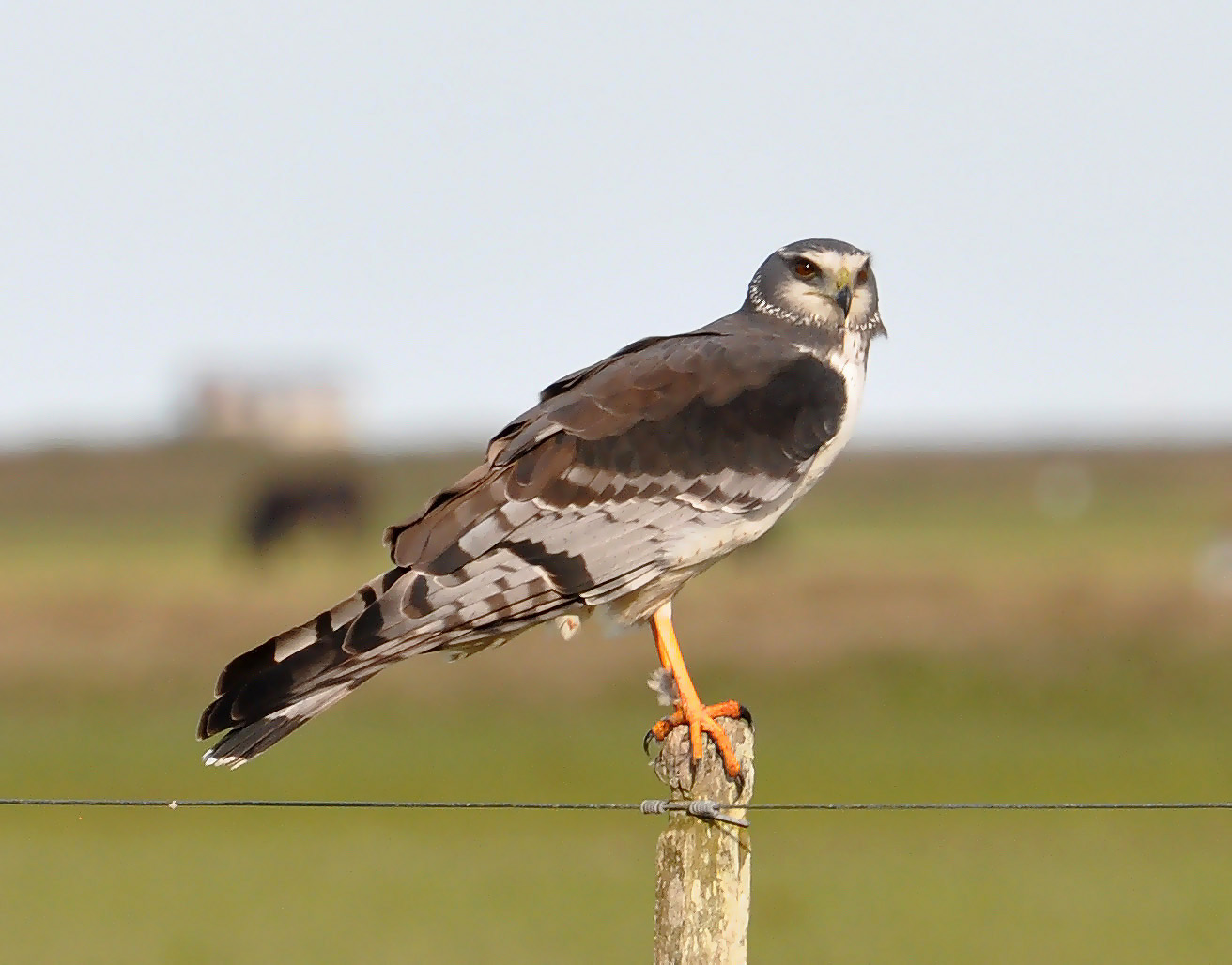